# Chiesa di Sant'Antonio Abate (Villa Faraldi)
La chiesa di Sant'Antonio Abate è un luogo di culto cattolico situato nella frazione di Tovo Faraldi, in piazza Sant'Antonio, nel comune di Villa Faraldi in provincia di Imperia. La chiesa è sede della parrocchia dei Santi Lorenzo e Antonio del vicariato di Diano Marina della diocesi di Albenga-Imperia.

## Storia e descrizione
Sita nell'abitato di Tovo Faraldi, di probabile costruzione cinquecentesca, fu interamente rimaneggiata nel periodo barocco, come attestato nell'iscrizione presente sopra il portale di ingresso (1709).
La facciata a capanna, semplicemente intonacata, presenta una finestra a serliana, principale fonte di illuminazione dell'interno a navata unica che sorprende per la ricchezza della decorazione: affreschi, stucchi policromi, pale d'altare e sculture lignee, testimoniano le ambizioni e il forte sentimento religioso della piccola comunità rurale.
Nella catino dell'abside è raffigurata ad affresco la Santissima Trinità con gli evangelisti e nella volta absidale è rappresentata, sempre ad affresco, Sant'Antonio abate portato in cielo dagli angeli.
All'interno sono conservate pregevoli opere d'arte:
- due fonti battesimali, il primo, ottagonale in pietra su colonna, è del 1200, mentre il secondo in marmo di secolo posteriore, forse pertinenti ad altri edifici di culto del territorio;
- un polittico raffigurante la Vergine tra sant'Antonio abate e san Giovanni Evangelista, opera di Raffaello e Giulio De Rossi datata al 1560-1562;
- crocifisso ligneo (prima metà XVII sec.) di Anton Maria Maragliano;
- statua lignea raffigurante l'Angelo Custode (Tobiolo e l'Angelo ?) (prima metà XVII sec.) del Maragliano;
- statua lignea raffigurante la Madonna del Carmine (prima metà XVII sec.) della scuola del Maragliano.